# Полозно
По́лозно (устар. Полозна; бел. По́лазна) — озеро в Белоруссии, в Ушачском районе Витебской области. Относится к бассейну реки Ушача. Расположено в 21 км к юго-западу от городского посёлка Ушачи и в 2 км к юго-востоку от деревни Церковище.
Окрестность озера преимущественно грядисто-холмистая, густо заросшая лесом и большей частью болотистая.
Площадь поверхности водоёма составляет 0,15 км², длина — 0,49 км, наибольшая ширина — 0,43 км, длина береговой линии — 1,55 км. Объём воды в озере — 1,59 млн м³. Наибольшая глубина — 32,5 м, средняя — 10,6 м. Площадь водосбора — 1,5 км².
Полозно — третье по глубине озеро Ушачского района.
Котловина эворзионного типа, округлой формы. Склоны пологие, супесчаные и песчаные, поросшие лесом. Высота склонов достигает 10—15 м, на западе понижается до 3—5 м. Береговая линия слабоизвилистая. Берега высотой 0,3—0,8 м, обрывистые, песчаные. Дно имеет воронкообразную форму. Мелководье (до 2 м) составляет до 13 % площади озера. Дно до глубины 7—9 м выстлано песком и опесчаненными отложениями, глубже — кремнезёмистым сапропелем. Около 53 % площади водоёма характеризуется глубиной свыше 10 м.
Минерализация воды составляет 260—275 мг/л, прозрачность — 4,2 м. Озеро мезотрофное. Из южной части вытекает ручей, впадающий в озеро Церковище.
В озере водятся окунь, плотва, лещ, щука, краснопёрка, язь, линь и другие виды рыб, а также раки.